# Indiana University Press
Indiana University Press, cunoscută și sub numele IU Press, este o editură cu profil academic a Indiana University, care este specializată în științe umaniste și științe sociale. Ea a fost fondată în 1950. Sediul său se află în Bloomington, Indiana. Ea publică 140 de cărți noi anual, plus 29 de reviste academice. Catalogul său actual cuprinde aproximativ 2.000 de titluri.
Indiana University Press publică în special în următoarele domenii: studii africane, studii afro-americane, studii asiatice, studii culturale, studii iudaice, Holocaust, studii privind Orientul Mijlociu, studii ruse și est-europene, studii privind egalitatea între femei și bărbați; antropologie, studii de film, folclor, istorie, bioetică, muzică, paleontologie, filantropie, filosofie și religie.
În anul 2009 volumul I al cărții Encyclopedia of Camps and Ghettos, 1933–1945, elaborat de Muzeul Memorial al Holocaustului din Statele Unite ale Americii și publicat de Indiana University Press a fost aleasă drept câștigătoare a National Jewish Book Award în categoria Holocaust.
IU Press publică, de asemenea, la nivel regional sub marca Quarry Books.

## Legături externe
- Site web oficial
- IU Press Journals on JSTOR